# Prana-Projekt
Das Prana Projekt – Deutsch-indisches Projekt zur interkulturellen Verständigung e. V. ist ein im Jahr 2004 gegründetes deutsch-indisches Hilfsprojekt.

## Hintergrund
Nach dem Erdbeben im Indischen Ozean im Dezember 2004 kam es entlang der Küste Süd-Indiens aufgrund des dadurch verursachten Tsunamis zu heftigen Überschwemmungen. Viele kleinere Dörfer wurden zerstört. So zum Beispiel auch in der Nähe von Puducherry. Die Ethnologin Hilde K. Link und der Ethnologe Matthias S. Laubscher, die den Tsunami in ihrem indischen Wohnhaus in dem kleinen Dorf Chinna Mudalyar Chavady nördlich von Pondicherry miterlebten und überlebten, gründeten daraufhin das Prana-Projekt. Zur unmittelbaren Soforthilfe für die Flutopfer und deren Familien im Dorf und der Umgebung wurden Spendengelder aus Deutschland, Italien, Österreich und der Schweiz gesammelt. In den folgenden Jahren entwickelte sich darauf aufbauend das Prana-Projekt als deutsch-indisches Projekt zur interkulturellen Verständigung e. V.

## Langzeitprojekte
Das Prana-Projekt fördert dauerhaft mehrere Langzeit-Hilfsprojekte für Kinder und deren Familien. Ziel der Projekte ist die Unterstützung von Kindern und deren Eltern sowie jungen Frauen zum selbstbestimmten sozialen Leben. Konkrete Projekte sind:
- eine Förderschule, in der Kinder kasten- und religionsübergreifend gemeinsam unterrichtet und gefördert werden
- Vergabe von Stipendien an Schüler und Studierende
- ein Therapiezentrum zur Betreuung und Förderung von Kindern mit Behinderung
- eine Selbsthilfegruppe mit professionellen Lehrkräften zur Ausbildung von Frauen mit dem Zweck der beruflichen und finanziellen Unabhängigkeit für sich und ihre Kinder
- Hilfe für von Ausgrenzung und Stigmatisierung betroffene Kindern und deren Mütter/Großmütter im Rahmen des „Glückskinder-Projekts“

## Unterstützung
Das Prana-Projekt finanziert seine Arbeit durch Spendengelder und Kinderpatenschaften maßgeblich aus Deutschland. Neben der Unterstützung durch Privatpersonen wird das Projekt zudem von mehreren Organisationen unterstützt, darunter die Lufthansa-HelpAlliance und das Cusanuswerk. Im Jahr 2009 wurde das Prana-Projekt als herausragendes Hilfsprojekt mit dem Cusanuspreis ausgezeichnet.

## Hintergrund zu den Personen
Hilde K. Link, Leiterin des Prana-Projekts, ist Ethnologin, die mehrjährige Forschungsarbeiten unter anderem in Indien, Mauritius und Kambodscha durchführte. Sie war Lehrbeauftragte am Institut für Ethnologie der Ludwig-Maximilians-Universität in München, am Institut für Indologie und Tamilistik der Universität zu Köln und sie ist Honorarprofessorin an der Pondicherry University in Indien. Link ist Autorin zahlreicher wissenschaftlicher Veröffentlichungen und Sachbuch- und Roman-Autorin.
Matthias S. Laubscher ist emeritierter Professor für Ethnologie der Ludwig-Maximilians-Universität in München. Seit 2013 ist er neuer Forschungsdirektor des Museo delle Culture in Lugano in der Schweiz.